# Nicholas Gargano
Nicholas Gargano est un boxeur britannique né le 1er novembre 1934 à West Ham et mort le 11 avril 2016 à West Clandon dans le comté de Surrey.

## Carrière
Il participe aux Jeux olympiques d'été de 1956 en combattant dans la catégorie des poids welters et remporte la médaille de bronze.

### Parcours auxJeux olympiques
Jeux olympiques d'été de 1956 à Melbourne (poids welters) :
- Bat Eduard Borysov (URSS) aux points
- Bat Francisco Gelabert (Argentine) aux points
- Perd contre Nicolae Linca (Roumanie) aux points